# François Bott
Pour les articles homonymes, voir Bott.
François Bott, né le 26 juin 1935 à Laon et mort le 22 septembre 2022 à Paris,, est un écrivain français qui s'est longtemps consacré au journalisme.

## Biographie
Après une licence de philosophie, François Bott débute comme journaliste à France-Soir. Il dirige ensuite les pages littéraires de l'Express puis fonde Le Magazine littéraire en 1967. L'année suivante, il rejoint l'équipe du journal Le Monde puis est nommé adjoint de Jacqueline Piatier pour Le Monde des livres. Il succède à cette dernière en 1983 et dirige le supplément littéraire jusqu'en 1991. C'est en 1995 qu'il décide de quitter le journalisme pour se consacrer à l'écriture.
François Bott est l’auteur d’une trentaine d’ouvrages, parmi lesquels des romans et des essais littéraires, comme La Demoiselle des Lumières, Sur la planète des sentiments, des ouvrages sur les écrivains, les femmes de lettres ou les femmes d'exception,.
Membre du jury du prix Roger Vailland, il participe régulièrement à des manifestations sur l'œuvre de cet écrivain : conférence sur Roger Vailland et 325.000 francs, lecture-spectacle de Drôle de jeu, table ronde intitulée l'esprit de conquête (sur le livre de Vailland : Cortès, le conquérant de l'Eldorado). Il a notamment publié un ouvrage de référence sur l'écrivain : Les Saisons de Roger Vailland chez Grasset en 1969.
Collaborateur de la revue Service littéraire, il y publie régulièrement des textes sur des écrivains comme Roger Vailland, Jules Supervielle, Gustave Flaubert, Louis Calaferte.

### Un aficionado de la vie
Un aficionado de la vie est le titre d'un article de François Bott sur l'écrivain Roger Vailland paru dans les Entretiens, Roger Vailland en 1970 aux éditions Subervie.
« Aficionado veut dire amateur » précise François Bott. La passion de l'amateur a ceci de particulier qu'elle est raisonnée, jouer en se faisant plaisir, en faire une fête, telle qu'il la décrit dans son roman La Fête.
Il était une fois trois amis à Reims qui étouffaient dans l'atmosphère confinée des lendemains de la Première Guerre mondiale et « suivaient les chemins de Rimbaud » dans la poésie et la drogue. Des trois amis, seul survécut, « à force de légèreté » Roger Vailland qui « tient sa fêlure à distance » : celle de l'ironie. C'est cette période de l'entre-deux-guerres que François Bott appelle « sa saison de l'absence. » Roger Vailland, le 'jeune homme seul' se lance dans la bataille, rejette cette société qui lui rappelle sa jeunesse rémoise, veut se désaliéner, se façonner. Son acte initiateur, c'est son entrée dans la Résistance, prendre les risques nécessaires pour asseoir sa 'souveraineté'. Souveraineté, maître-mot chez Vailland qui étayera son engagement communiste sur cette démarche, la recherche de cet 'homme de qualité' qu'il traque constamment, celui qui « se domine et se possède. »
Aficionado de la vie, il mène comme Ernest Hemingway toutes sortes de saisons : sport, surréalisme, drogue, botanique... chaque roman aussi est une saison, notant chaque jour sa performance, comme Casanova dans son Carnet de comptes d'un homme heureux. En 1956, quand on eut assassiné « sa saison communiste » avec la répression violente en Hongrie, il écrivit La Loi où il incarna en Don Cesare, sa déchirure.
Quelques mois avant sa mort, il brûlait de commencer une nouvelle saison, faisant dans un article l'éloge de la politique, dont les thèmes majeurs du bonheur, de la révolte et de la critique de la société bourgeoise se retrouveront en mai 1968.

## Principaux ouvrages

### Romans et essais
- Les Saisons de Roger Vailland, éditions Grasset, 1969
- Lettres à Baudelaire, Chandler et quelques autres, éditions Albin Michel, 146 pages, 1986,  (ISBN 2-226-02631-2)
- Éloge de l'égotisme, Éditeur Éditions de l'Instant, janvier 1988, collection : Griffures,  (ISBN 2869290837)
- Le Cousin de la marquise, Éditeur Le Monde Éditions, avril 1996, collection Monde Éditions,  (ISBN 2878991303)
- La Demoiselle des lumières, Éditeur Gallimard, avril 1997, collection Un et l'Autre,  (ISBN 207074342X)
- Sur la planète des sentiments, portraits littéraires d'Emmanuel Berl à Stefan Zweig, Collection Amor Fati, 1998, Cherche Midi,  (ISBN 978-2-86274-557-2)
- Une minute d'absence, Éditeur Gallimard, février 2001, collection Blanche, 131 pages,  (ISBN 207075927X) - Prix de la nouvelle de l'Académie Française
- Dieu prenait-il du café ?, portraits littéraires du XIXe siècle, Collection Amor Fati, 2002, Cherche Midi  (ISBN 978-2-86274-973-0)
- Femmes extrêmes, 2003, Cherche Midi  (ISBN 978-2-7491-0110-1)
- Radiguet : L'Enfant avec une canne, Éditions Gallimard, juin 2003, collection Folio, 220 pages,  (ISBN 2070301257)
- L'Éclat de rire de la jeunesse, avril 2004
- Faut-il rentrer de Montevideo ?, sur les traces de Lautréamont, collection Romans, août 2005, Éditions du Cherche Midi,  (ISBN 978-2-7491-0425-6)
- Le Genre féminin, Éditions des Équateurs, 2006
- Femmes de plaisirs,  2007, Cherche Midi  (ISBN 978-2-7491-0689-2)
- Vel'd'Hiv, Édition du Cherche Midi, 2008,  (ISBN 978-2-7491-0912-1)
- Gina, Éditions de La Table Ronde, collection La petite Vermillon, août 2008, 193 pages,  (ISBN 2710330504)
- Écrivains en robe de chambre, Éditions de La Table Ronde, collection La petite Vermillon, mars 2010, 280 pages,  (ISBN 9782710331575)
- La Traversée des jours : Souvenirs de la République des Lettres (1958-2008), Éditions du Cherche Midi, 2010[14], 169 pages.  (ISBN 9782749113678)
- Le Dernier Tango de Kees Van Dongen, Éditions du Cherche Midi, 2014, 144 pages  (ISBN 9782749130026)
- Nos années éperdues, Cherche midi, 2016
- Aphorismes pour l'autobus & le métro, la Table ronde, 2016
- Un hiver au Vésinet, la Table ronde, 2018
- Un amour à Waterloo, la Table ronde, 2020

### Ouvrages écrits en collaboration
- Enquête poésie auprès de 250 revues littéraires, Édition Jean-Michel Place, collection Enquête,  par Jean-Michel Place, François Bott, Jacques Lepage, et Michel Carassou, 1979
- Les Séductions de l'existence, François Bott, Dominique Grisoni, Yves Simon, Roland Jaccard,  LGF/Livre de poche, collection Biblio Essais, décembre 1989
- Boulevard de l'océan par François de Cornière, préface de François Bott, Édition Le Castor Astral, collection Poche, mai 2006
- Le Discours du chameau, suivi de Jenine et autres poèmes par Tahar Ben Jelloun et François Bott, Éditions Gallimard Poche, collection Poésie, mars 2007, 543 pages,  (ISBN 2070342379)

## Distinctions
- Commandeur de l'ordre des Arts et des Lettres (2005)[15]
  - Officier en 1994[16]